# Scapulaseius papuaensis
Scapulaseius papuaensis är en spindeldjursart som först beskrevs av D. McMurtry och Moraes 1985.  Scapulaseius papuaensis ingår i släktet Scapulaseius och familjen Phytoseiidae. Inga underarter finns listade i Catalogue of Life.